# Wanda Gizicka
Wanda Gizicka (ur. 30 września 1925 r. w Zarudcach, niedaleko Lwowa, zm. 12 marca 2023 w Raciborzu) – polska poetka, z wykształcenia nauczycielka języka polskiego oraz geografii (ukończyła Studium Nauczycielskie w zakresie filologii polskiej oraz geografię na Uniwersytecie Śląskim). Od 1945 roku mieszkała w Raciborzu. Wiersze pisała jeszcze w dzieciństwie. Pierwszy tomik poezji wydała za namową znajomego. Jest członkiem Stowarzyszenia Autorów Polskich w Warszawie, Nauczycielskiego Klubu Literackiego, Górnośląskiego Towarzystwa Literackiego w Katowicach, a także Klubu Poetów w Raciborzu. Jej poetycki debiut nastąpił w roku 1985 tekstem prozatorskim Wspomnienia lat 1945–46. Wydała do tej pory 11 zbiorów wierszy, jej utwory ukazują się także w prasie lokalnej, "Głosie Nauczycielskim", "Własnym głosem", almanachach i innych wydawnictwach. Jest również autorką wielu tekstów, piosenek, wierszy okolicznościowych i dawnego hymnu raciborskiej Szkoły Podstawowej nr 4, w której uczyła przez wiele lat. Została laureatką wielu nagród i wyróżnień, m.in. nagrody Prezydenta Miasta Raciborza dla wyróżniających się animatorów kultury z 2004 roku oraz nagrody Mieszko AD 2009.

## Wydane zbiory wierszy
- Wiersze (1994)
- Pory roku (1995)
- Skojarzenia (1998)
- Rozrzucone myśli (1999)
- Szepty wieczoru (2000)
- W poszukiwaniu ciszy (2002)
- Zatrzymane chwile (2003)
- Migawki wyobraźni (2005)
- Na szlaku życia (2007)
- Iskry i cienie (2008)
- W splocie spojrzeń (2010)